# Louis Monnier (archiviste)
Pour les articles homonymes, voir Louis Monnier et Monnier.
Louis Monnier  est un historien et archiviste français né à Nantes le 17 août 1906 et mort à Orléans le 24 avril 1982.

## Biographie
Louis Monnier est le fils d'Urbain Monnier, médecin-chef des hôpitaux, professeur à l'École de médecine de Nantes, et de Jeanne Jonneau, présidente de l’Entr’aide nantaise, fondatrice de la Fédération française des groupements d’entr’aide à la classe moyenne. Élève du lycée Clemenceau puis à Rennes, suivant des cours à l'École pratique des hautes études et sorti diplômé archiviste paléographe de l'École des chartes, avec une thèse sur la politique d'Henri III, il devient archiviste à Strasbourg puis du département de la Vendée. 
Il est membre suppléant du Comité technique de la Direction des Archives de France dès l'origine (1948), puis membre titulaire (1949-1955). En février 1949, il est élu secrétaire général du Syndicat national du personnel des Archives de France, mandat qu'il conserve jusqu'à l'assemblée générale du 12 février 1955, à la suite de son soutien à la possibilité de nomination de conservateurs au tour extérieur. Resté secrétaire pour la section des archivistes, il donne sa démission du bureau et du syndicat, et devient membre du bureau de l'Union syndicale des archivistes (futur syndicat CGC des archives de France) alors constitué. Il est également élu représentant du personnel à la commission administrative paritaire des archivistes en 1951.
Nommé archiviste en chef du département du Loiret en 1949, il est chargé de la reconstitution des fonds d'archives détruits en 1940 et de leur relogement, assurant la construction du nouveau dépôt (1959). Il présente de nouveaux dépôts de fonds privés (notaires subsistants, collection Jarry, fonds de l'évêché, etc) ainsi que des microfilms provenant des registres paroissiaux d'Ancien Régime (pour tout le Loiret), des registres de la Nation germanique de l'université d'Orléans, différents documents ayant d'autres origines, ou encore les études imprimées effectuées à partir d'archives avant leur destruction, etc.. Il est vice-président (1959-1960) puis président (1961-1963) de la Société archéologique et historique de l'Orléanais. Durant cette période, en mai 1961, il organise les manifestations culturelles en hommage à l'ancienne université d'Orléans.
Il est décoré de la Légion d’honneur en 1958.
En 1966, il passe directeur des services d'archives du département de la Gironde et conservateur en chef de la région Aquitaine. Il est admis à la retraite le 18 août 1976.

## Publications
- Étude sur le système monétaire en France de 1568 à 1578 (1974)
- Causes et conséquences économiques de la Saint-Barthélémy : étude sur le système monétaire en France de 1568 à 1578 (1974)
- Causes et conséquences économiques de la Saint-Barthélémy (1974)
- Ancien Hôtel du gouvernement, aujourd'hui Hôtel du préfet de la Gironde, rue Vital-Carles à Bordeaux (1972)
- La Révolution à Bordeaux et en Gironde (1972)

## Distinctions
- Chevalier de la Légion d'honneur